# Cymodusa atra
Cymodusa atra là một loài tò vò trong họ Ichneumonidae.